# Arnhemduva
Arnhemduva (Petrophassa rufipennis) är en fågel i familjen duvor inom ordningen duvfåglar.

## Utseende
Arnhemduvan är en stor mörkbrun duva med fjäderdräkten översållad av svaga ljusa fläckar. I flykten syns tydligt kastanjebruna vingpaneler.

## Utbredning och systematik
Fågeln förekommer i västra Arnhem Land i norra Northern Territory i Australien. Den behandlas som monotypisk, det vill säga att den inte delas in i några underarter.

## Levnadssätt
Arnhemduvan hittas enbart i områden med sandsten. Den sitter ofta högt upp på klipputsprång eller sandstenstorn, för att komma ner till sandiga marken tidiga morgnar och kvällar.

## Status
Arten har ett begränsat utbredningsområde, men beståndet tros vara stabilt. IUCN kategoriserar arten som livskraftig.